# Sredogorje
Sredogorje je hribovit svet do višine gozdne meje, v Srednji Evropi približno do 1500 m nadmorske višine in do 1000 m relativne višine nad vznožjem. Značilne reliefne oblike so zaobljeni vrhovi in planote ter nasute kotline in doline, ki jih je intenzivno preoblikovalo delovanje tekoče vode, padavin, vetra in zunanjih sil.
Med Alpami in sredogorjem je pas nižjih uravnanih planot, kot sta Švabska-Bavarska in Češko-Moravska planota.